# Кірстен Дреєр
Кірстен Дреєр (англ. Kirsten Dreyer; нар. 27 березня 1969) — колишня американська тенісистка.
Найвищу одиночну позицію світового рейтингу — 263 місце досягла 14 вересня 1987, парну — 229 місце — 3 лютого 1992 року.
Здобула 3 одиночні та 3 парні титули.

## Фінали ITF

### Одиночний розряд: 6 (3–3)
| Результат | Ранг | Дата              | Турнір                              | Покриття | Суперниця        | Рахунок       |
| --------- | ---- | ----------------- | ----------------------------------- | -------- | ---------------- | ------------- |
| Перемога  | 1.   | 26 листопада 1984 | Дарлінгтон, Велика Британія         | Тверде   | Елізабет Екблом  | 6–4, 2–6, 6–3 |
| Перемога  | 2.   | 3 грудня 1984     | Кінгстон-апон-Галл, Велика Британія | Тверде   | Елізабет Екблом  | 4–6, 6–3, 6–4 |
| Поразка   | 1.   | 31 грудня 1984    | Чикаго, США                         | Тверде   | Ізабель Демонжо  | 6–1, 2–6, 4–6 |
| Поразка   | 2.   | 2 листопада 1986  | Кайлуа-Кона, США                    | Тверде   | Кетрін Кейл      | 5–7, 6–2, 5–7 |
| Поразка   | 3.   | 21 червня 1987    | Бірмінгем (Алабама), США            | Тверде   | Теммі Віттінгтон | 6–2, 1–6, 1–6 |
| Перемога  | 3.   | 26 травня 1991    | Агуаскальєнтес, Мексика             | Тверде   | Ріта Пічардо     | 7–6(4), 6–3   |

### Парний розряд: 5 (3–2)
| Результат | Ранг | Дата              | Турнір                   | Покриття | Партнерка       | Суперниці                     | Рахунок       |
| --------- | ---- | ----------------- | ------------------------ | -------- | --------------- | ----------------------------- | ------------- |
| Перемога  | 1.   | 18 листопада 1984 | Тіптон, Велика Британія  | Тверде   | Голлі Денфорт   | Елізабет Джонс Лоррейн Ґрейсі | 6–3, 3–6, 6–3 |
| Поразка   | 1.   | 19 серпня 1990    | Чатам, США               | Тверде   | Сіобан Ніколсон | Кеті Фоксворт Шеннен Маккарті | 2–6, 6–7(6)   |
| Перемога  | 2.   | 29 липня 1991     | Хайфа, Ізраїль           | Тверде   | Тесса Прайс     | Яніне Гамфріс Елізма Нортьє   | 6–1, 6–0      |
| Поразка   | 2.   | 12 серпня 1991    | Ашкелон, Ізраїль         | Тверде   | Тесса Прайс     | Ілана Бергер Робін Філд       | w/o           |
| Перемога  | 3.   | 12 січня 1992     | Зе-Вудлендс (Техас), США | Тверде   | Стелла Сампрас  | Дірдре Герман Венді Нелсон    | 6–3, 6–4      |